# تپه خارابالار ۱
تپه خارابالار ۱ مربوط به هزاره دوم قبل از میلاد - سده‌های میانه دوران‌های تاریخی پس از اسلام است و در شهرستان مراغه، بخش سراجو، دهستان سراجوی شرقی، روستای صومه سفلی واقع شده و این اثر در تاریخ ۲۵ آبان ۱۳۸۷ با شمارهٔ ثبت ۲۳۶۳۷ به‌عنوان یکی از آثار ملی ایران به ثبت رسیده است.